# Pfleggericht
Das Pfleggericht war vom 15. bis zum frühen 19. Jahrhundert eine mit hoheitlicher Gewalt ausgestattete Verwaltungseinrichtung der unteren Ebene in Bayern, Österreich und Salzburg. Im Laufe des Mittelalters wurden die Pfleggerichte in Österreich zu Landgerichten, also Verwaltungsbezirken, ab 1802 dies auch in Bayern.
Einem Pfleggericht stand ein Pfleger, zuweilen auch Richter genannt, vor. Er übte die zivile Verwaltung, Polizei- und strafrechtliche Gewalt aus. Zudem hatte er die militärische Leitung inne.
Unterstellt waren die Schrannen (Dorfgerichte der ersten Instanz), ebenso die Pfarren (Verwaltungssprengel der ersten Instanz). (Politische) Gemeinden entwickelten sich erst im Laufe des früheren 19. Jahrhunderts. 

## Pfleggerichte
- Pfleggericht St. Johann im Pongau
- Pfleggericht Mattsee
- Pfleggerichtsgebäude (Neumarkt am Wallersee)
- Pfleggericht Laufen
- Pfleggericht Saalfelden-Lichtenberg
- Pfleggericht St. Gilgen
- Pfleggericht Staufeneck
- Pfleggericht Wartenfels
- Pfleggericht Waging am See